# Enisonychus cruentatus
Enisonychus cruentatus es una especie de coleóptero de la familia Attelabidae.

## Distribución geográfica
Habita en Birmania y Indonesia.